# Big Huge Games
Pour les articles homonymes, voir BHG.
Big Huge Games est un studio américain de développement de jeux vidéo implanté à Timonium dans le Maryland. La société fut fondée en février 2000 par quatre vétérans de l'industrie vidéoludique : Tim Train, David Inscore, Jason Coleman et Brian Reynolds, designer en chef de Civilization II, Alpha Centauri et Colonization.

## Historique

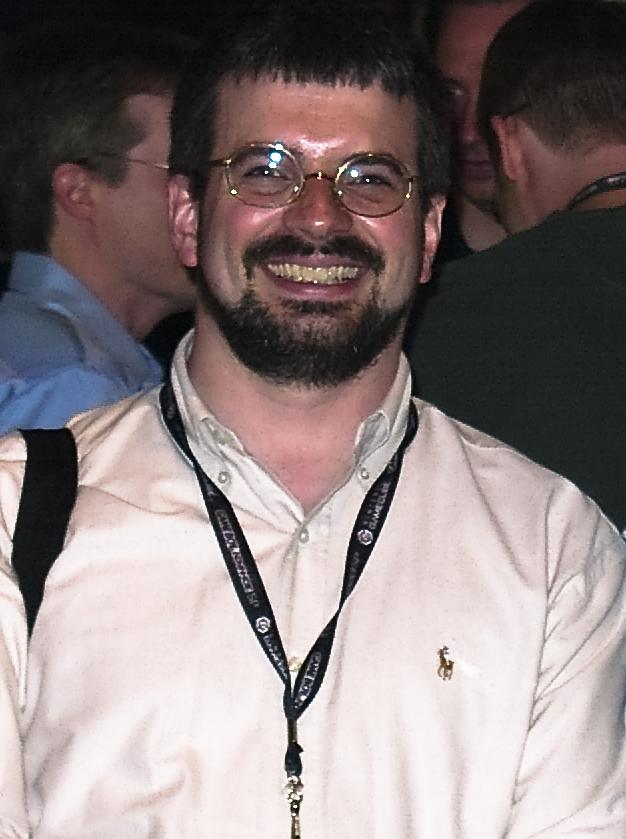
Brian Reynolds un des quatre créateurs de Big Huge Games

Bien que Brian Reynolds soit l'un des membres fondateurs de Firaxis, il quitte l'entreprise avec d'autres membres pour fonder une nouvelle compagnie basée sur le désir d'appliquer des concepts, pourtant complexes, de jeux au tour par tour dans des jeux de stratégie en temps réel.
En 2003 sort un jeu qui fera connaître le studio: Rise of Nations.
En 2006, après 3 ans de développement, le studio sort son gros projet, Rise of Nations: Rise of Legends. Ce jeu reprend les mécaniques de jeu introduites par Rise of Nations mais se passe cette fois dans un monde fantastique, sur la planète fictive Aio, où 3 factions s'affrontent: Les Vinci, maîtrisant les machines à vapeur et les aéronef, les Alin, maîtrisant la magie et les dragons, et les Cuolt, race d'alien utilisant une technologie mystérieuse.
En février 2007, Ken Rolston, le lead designer d'Oblivion et de Morrowind quitte Bethesda Softworks pour rejoindre Big Huge Games et travailler sur le titre Les Royaumes d'Amalur : Reckoning, un jeu de rôle officiellement dévoilé en mars 2010 sous le nom Project Mercury. Rolston avait auparavant travaillé sur des jeux de rôle papier tels que Paranoïa ou RuneQuest. Ce sera le premier titre qui ne sera pas distribué par Microsoft Studios.
En mai 2007, Big Huge Games annonce le développement de la seconde extension pour Age of Empires III dont le titre est Age of Empires III: The Asian Dynasties.
En janvier 2008, le studio se fait racheter par l'éditeur américain THQ. En mai 2009 après la faillite de THQ, Big Huge Games est de nouveau racheté, cette fois par 38 Studios.
En mai 2012, soit quatre mois après avoir sorti son dernier titre, Les Royaumes d'Amalur : Reckoning, la maison mère 38 studios fait faillite, entraînant Big Huge Game avec lui. Certains de ses membres sont employés depuis dans la nouvelle structure d'Epic Games à Baltimore.
En juillet 2013, le studio renaît sous le même nom avec une partie de l'ancienne équipe (comprenant Brian Reynolds, fondateur originel du studio). Il se lance dans le développement d'un jeu mobile, héritage de Rise of Nations, qui sortira en 2015 : DomiNations.
Suite au succès de DomiNations, Big Huge Games se fait racheter par Nexon le 9 mars 2016.
En 2020, le studio sort un nouveau jeu sur mobile et Steam : Arcane Showdown. Le jeu n'a pas le succès espéré, il ferme le 31 mai 2021.

## Titres
- Rise of Nations, mai 2003
- Rise of Nations: Thrones and Patriots, avril 2004
- Rise of Nations: Rise of Legends, mai 2006
- Catan, mai 2007 (version Xbox 360 arcade)
- Age of Empires III: The Asian Dynasties, automne 2007
- Les Royaumes d'Amalur : Reckoning, février 2012
- DomiNations, 2015
- Arcane Showdown, 2020

## Big Huge Engine
La plupart des titres développés par Big Huge Games utilise un moteur de jeu maison, le Big Huge engine. À l'instar d'autre moteur, il est disponible pour des développeurs tiers.
Le moteur est très complet et actuel car intègre de nombreuses technologies telles qu'un moteur physique, une intelligence artificielle, des animations, etc